# Josef Klička
Josef Klička (ur. 15 grudnia 1855 w Klatovach, zm. 28 marca 1937 tamże) – czeski kompozytor, organista i dyrygent.

## Życiorys
Studiował w Konserwatorium Praskim u Antonína Bennewitza (1867–1870) i w praskiej szkole organowej u Františka Zdenka Skuherskiego (1872–1874). Był organistą praskiego klasztoru Emaus. W latach 1876–1878 działał w Pradze jako kapelmistrz zespołu teatralnego, następnie od 1878 do 1881 roku był drugim kapelmistrzem Prozatímního divadla. W 1882 roku podjął pracę nauczyciela muzyki w gimnazjum, skąd usunięto go za uczenie młodzieży pieśni uznanych za wichrzycielskie. Od 1885 roku uczył w praskiej szkole organowej. Od 1889 roku prowadził klasę organów w Konserwatorium Praskim, gdzie w latach 1892–1895 w zastępstwie przebywającego w Ameryce Antonína Dvořáka uczył też kompozycji. Od 1890 do 1897 roku dyrygował chórem Hlahol. W latach 1910–1920 pełnił funkcję inspektora szkół muzycznych w Czechach. W 1934 roku został wybrany na członka Czeskiej Akademii Nauk i Sztuk (Česká akademie věd a umění).
Skomponował operę Spanilá mlynářka (wyst. Praga 1886), ponadto m.in. 9 mszy, 2 oratoria, kantaty chóralne, liczne utwory na organy, utwory kameralne. W swojej twórczości organowej łączył tradycyjną polifonię z nowoczesną harmonią, jego utwory chóralne mają natomiast podniosły i patriotyczny charakter.
Jego synem był wiolonczelista Václav Klička.